# Веттер, Дэвид
Дэ́вид Фи́ллип Ве́ттер (англ. David Phillip Vetter; 21 сентября 1971, Хьюстон, Техас, США — 22 февраля 1984, там же; похоронен в Конро) — мальчик, страдавший от редкого генетического заболевания, ныне определяемого как тяжёлый комбинированный иммунодефицит (ТКИД, англ. SCID — severe combined immunodeficiency; другие названия — синдром мальчика в пузыре, алимфоцитоз, синдром Глянцманна — Риникера, тимическая алимфоплазия). С рождения вынужденный жить в абсолютно стерильной среде, приобрёл всемирную известность благодаря постоянному вниманию масс-медиа. Провёл бо́льшую часть жизни в детском отделении хьюстонской больницы Св. Луки — Техасской детской клинике (англ. St. Luke’s Hospital; Texas Children’s Hospital). Умер от рака, развившегося после операции по пересадке костного мозга от старшей сестры — Кэтрин Веттер (англ. Katherine Vetter), — поражённого не выявленным при предварительном обследовании вирусом Эпштейна — Барр.

## Биография
Старший брат Дэвида — Дэвид Джозеф Веттер III (англ. David Joseph Vetter III), первый сын Дэвида Джозефа Веттера-младшего (англ. David Joseph Vetter Jr.) и Кэрол Энн Веттер (англ. Carol Ann Vetter), — умер в семимесячном возрасте. По заключению врачей, мальчик родился с генетически обусловленным дефектом вилочковой железы, играющей важную роль в нормальном функционировании иммунной системы. Вероятность того, что каждый следующий сын, зачатый парой, унаследует аналогичное генетическое расстройство, составляла 50 %. Специалисты из медицинского Бэйлор-колледжа Джон Монтгомери (англ. John Montgomery), Мэри Энн Саут (англ. Mary Ann South) и Рафаэл Уилсон (англ. Raphael Wilson) заверили чету Веттеров, что в случае, если у них родится ещё один ребёнок с ТКИД, он может быть помещён в стерильный изолятор на период до операции по пересадке костного мозга от потенциального донора — старшей сестры Кэтрин. Дэвид Джозеф и Кэрол Энн страстно хотели сына-наследника. Полагая, что после непродолжительного курса лечения её ребёнок сможет жить нормальной жизнью, Кэрол Энн решилась на третью беременность. Тем не менее после рождения Дэвида было установлено, что костный мозг Кэтрин несовместим с тканями тела новорождённого; возможность трансплантации была исключена. Ни частного, ни публичного обсуждения того, ка́к следовало действовать в этом случае, а также потенциального срока пребывания ребёнка в пузыре-изоляторе, не проводилось.
По словам преп. Реймонда Лоренса (англ. Rev. Raymond Lawrence), тогдашнего капеллана больницы (впоследствии — директора Пасторского попечения Колумбийской пресвитерианской больницы в Нью-Йорке; англ. Pastoral Care of Columbia Presbyterian Hospital, NYC),

Самое скверное в истории Мальчика в пузыре — то, что пузырь ему был уготован с момента зачатия. Те, кто всё это затеял, ничего не просчитали как следует. Они не продумали толком, что́ будет, если способ лечения не найдётся сразу же после рождения ребёнка. Они исходили из предположения, что в пузыре можно жить хоть до восьмидесяти лет — и такая жизнь будет хоть и досадной, но, в общем, вполне сносной.
Лоренс утверждает, что Монтгомери, Саут и Уилсон намеренно убедили родителей Дэвида зачать ребёнка — только затем, чтобы получить удобный подопытный объект для своих исследований. Все трое специалистов отвергают это обвинение.

### Рождение
К рождению Дэвида в хьюстонской больнице Св. Луки была подготовлена специальная стерилизованная кровать-кокон. До истечения первых десяти секунд после своего появления на свет кесаревым сечением 21 сентября 1971 года Дэвид был помещён в обеззараженную пластиковую среду — пузырь-изолятор из поливинилхлорида, ставший для него жильём на всю последующую жизнь. По просьбе родителей Дэвида — благочестивых католиков — Рафаэл Уилсон (совмещавший степень доктора философии со званием католического монаха) окрестил Дэвида дезинфицированной святой водой.
По расчётам врачей, пересадка костного мозга должна была стимулировать развитие собственной иммунной системы Дэвида. При этом ожидалось, что донором костного мозга станет старшая сестра Дэвида Кэтрин. Этого не произошло, и пузырь, создававшийся в качестве временного больничного пристанища, стал для Дэвида полноценным домом. По мере того, как Дэвид рос, администрации больницы приходилось выделять для него дополнительную площадь. Из года в год Дэвида переводили в очередное больничное помещение, достаточно вместительное для него и его пузыря.

### Жизнь в пузыре
Прежде чем попасть в стерильный кокон Дэвида, вода, воздух, продукты питания, подгузники и одежда тщательно дезинфицировались посредством специальных химически активных веществ. К самому Дэвиду прикасались исключительно при помощи специальных пластиковых перчаток, вделанных в стенку пузыря. Игрушки, книги и другие предметы очищались от малейших остатков клея и этикеток, затем помещались в камеру, наполненную окисью этилена, и выдерживались там в течение четырёх часов при температуре 60˚C, после чего подвергались аэрации в течение 1—7 дней.
Из-за шума двигателей, поддерживавших в пузыре постоянное атмосферное давление, Дэвиду было трудно слышать реплики собеседников, а им — речь Дэвида.
Когда Дэвиду исполнилось три года, к пузырю пристроили секцию для игр размером 11 × 6,5 × 8 футов (около 3,4 × 2 × 2,4 м). Специально для того, чтобы запечатлеть момент первого вступления Дэвида в «игровую комнату», в больницу прибыл фотограф из медиа-агентства United Press International, однако Дэвид наотрез отказался покидать ставший для него привычным пузырь. Тогда мать Дэвида обратилась за помощью к психологу Мэри Аде Мёрфи (англ. Mary Ada Murphy), работавшей в то время над докторской диссертацией и уже имевшей опыт общения с Дэвидом. Мёрфи удалось уговорить Дэвида войти в игровую секцию, приманив его золотой рыбкой (после чего Мэри пригласили проводить с Дэвидом регулярные терапевтические сеансы).
Учёные и родители Дэвида сделали всё, чтобы обеспечить ему жизнь, ничем не отличавшуюся от нормальной: он учился по обычной школьной программе, смотрел портативный телевизор, приобретённый и установленный в его пузыре за счёт больницы. Тем не менее, Дэвиду хотелось не только наблюдать жизнь из окна и по телевизору, но и участвовать в ней. К 1974 году Дэвид смог проводить двух-трёхнедельные каникулы в родительском доме в Конро в специально сооружённом для этой цели домашнем пузыре. Когда Дэвид бывал дома, его сестра всегда ночевала в гостиной рядом с пузырём. Брат и сестра были очень близки, хотя иногда дело доходило до потасовок и тычков (через перчатки, вделанные в стенку пузыря); однажды Дэвид ударил Кэтрин и сразу же перебежал на другую сторону пузыря, где до него невозможно было дотянуться в перчатках. Верх в детских спорах, однако, всегда одерживала Кэтрин — она не только могла в любой момент пригрозить отключить пузырь от электросети, но несколько раз действительно выполняла свою угрозу. Когда выходил воздух из основной части пузыря, Дэвид забирался в специальный резервный отсек и сидел там, упрашивая Кэтрин снова подключить пузырь к сети.
В гости к Дэвиду регулярно приходили ровесники — друзья и партнёры по играм. Однажды один из приятелей Дэвида устроил для него специальный показ «Возвращения джедая» в местном кинотеатре, до которого Дэвид добрался в специальном транспортировочном пузыре, предназначенном для путешествий из дома в больницу и обратно.
В возрасте четырёх лет Дэвид обнаружил, что может прокалывать отверстия в своём коконе с помощью шприца, случайно забытого в пузыре кем-то из сотрудников больницы. Это вынудило Рафаэла Уилсона впервые рассказать Дэвиду о существовании микробов и о его, Дэвида, особенном состоянии.
В конце концов Дэвид осознал, какая жизнь его ждёт. По словам Мёрфи,

Хотя Дэвиду было только пять лет, он понимал, чем отличался от других, — и страшился того, что его ожидало: ограниченного выбора, чувства отчуждения, необходимости быть особенно вежливым и послушным, чтобы не выдать свой гнев.
К середине 1970-х годов в гостях у Дэвида в Техасской детской клинике побывали многие знаменитости, включая членов королевских семей и оперную певицу Беверли Силлс — чьё детское прозвище было, по случайному совпадению, «Пузырьки» (англ. Bubbles).

### Психологические и этические аспекты
Вопреки созданному прессой образу абсолютно нормального мальчика, обречённого жить в пузыре, Дэвид был психологически неустойчив — в основном из-за недостатка общения с другими людьми и очевидной безнадёжности его положения. Вынужденный демонстрировать тщательно отработанную напускную вежливость, Дэвид всё чаще впадал в раздражительность и депрессию, выражая свой гнев импульсивными действиями (так, однажды он размазал по всему пузырю собственные экскременты). Кроме того, Дэвид панически боялся инфекции; по ночам его преследовали навязчивые кошмары о полчищах ядовитых пауков и «короле микробов», насылавшем на него своих бесчисленных жён.
В 1975 году, когда Дэвиду было около четырёх лет, в Техасской детской клинике был организован консилиум, посвящённый этическим аспектам случая Дэвида. Один из первых врачей Дэвида, Джон Монтгомери, выступая на консилиуме, заявил, что если бы у него была такая возможность, он осуществил бы подобный проект ещё раз, с другим ребёнком. Когда кто-то спросил Монтгомери: «И долго вы намерены осуществлять такие проекты?», он ответил: «До тех пор, пока не решу, что из этого больше не выжать никакой информации — или пока исход проекта не будет ясен». Других консилиумов по данному вопросу не проводилось.
В 1997 году Монтгомери сказал:

В ту пору нас воодушевляло всё, что мы узнавали. Если бы люди не шли на риск, нас с вами не было бы на свете. Если бы Колумба заранее предупредили, что он никогда не достигнет края Земли, он бы остался в Испании и торговал тортильями.

### Скафандр от НАСА
1. Дэвид, впервые в жизни увидевший водопроводный кран
2. Отец Дэвида и доктор Мэри Энн Саут проверяют состояние шлангов, подающих фильтрованный воздух в скафандр

В 1977 году сотрудники НАСА, основываясь на опыте изготовления космических скафандров, создали специальный скафандр стоимостью 50 000 долларов США, позволивший Веттеру выходить из своего кокона во внешний мир. Громоздкий костюм соединялся с пузырём восьмифутовой (2,5 м) матерчатой трубой-тоннелем, предоставлявшей Дэвиду возможность перейти в скафандр без риска заражения.
В день, когда шестилетний Дэвид должен был получить свой подарок, больницу посетило множество учёных и представителей прессы, желавших увидеть, как «Мальчик в пузыре» впервые оставит своё жилище. Ко всеобщему разочарованию, Дэвид отказался надевать скафандр перед журналистами («Я не верю. Мэри, ты веришь? Посмотри на эту штуку в конце тоннеля. Я её боюсь. Там могут быть микробы»). Через несколько часов после того, как представители прессы ушли, Дэвид, дрожа от страха, прополз по трубе и сунул голову в скафандр. До этого он никогда в жизни не делал более шести шагов в одном направлении.
Позднее Дэвид привык к своему скафандру, однако воспользовался им всего семь раз, прежде чем окончательно вырос из него, и впоследствии ни разу не надел новый скафандр, предоставленный ему НАСА. Несколько лет спустя при просмотре телевизионного фильма, изображающего отдельные моменты его биографии, Дэвид рассмеялся, увидев, что артист, исполняющий его роль, входит в пузырь в таком же, как у Дэвида, скафандре без предварительной стерилизации.
В 1977 году в газете Roundup — официальном издании Космического центра имени Линдона Джонсона — была опубликована обширная статья, подробно освещающая технические аспекты изготовления и эксплуатации костюма-изолятора Дэвида.
В 1986 году скафандр был приобретён Смитсоновским институтом для Национального музея американской истории.

### Смерть
К началу 1980-х годов надежды на то, что способ лечения Дэвида наконец будет найден, по-прежнему оставались эфемерными. Врачи опасались, что в подростковом возрасте Дэвид станет ещё более непредсказуемым и неконтролируемым. Правительство США подняло вопрос о сокращении финансирования исследований, связанных с экспериментом, ввиду их безрезультатности, а также растущего неодобрения этической стороны эксперимента, высказываемого во время публичных дебатов. На уход за Дэвидом было потрачено в общей сложности около 1,3 миллиона долларов США.
В 1980 году, когда Дэвиду было около девяти лет, новые лечащие врачи Ральф Фейгин (англ. Ralph Feigin) и Уильям Ширер (англ. William Shearer) предложили попробовать вывести его из пузыря, переведя на режим инъекций гамма-глобулина и антибиотиков. Понимая, что это почти наверняка обрекло бы Дэвида на гибель (и предварительно проконсультировавшись с тремя первыми лечащими врачами), его родители ответили отказом. Монтгомери заявил:

Все эти годы мы считали историю Дэвида историей успеха — и случись это [смерть Дэвида], пришлось бы признать, что всё было впустую, что вся наша затея была впустую.
Три года спустя, по совету врачей, в своё время уговоривших Веттеров зачать второго сына, родители Дэвида решили позволить его медицинской бригаде выполнить операцию по пересадке Дэвиду костного мозга от его старшей сестры Кэтрин. Попытки найти совместимого донора, предпринимавшиеся с момента рождения Дэвида, не увенчались успехом, однако в исследованиях по трансплантации несовместимого материала, проведённых незадолго до этого, были достигнуты определённые положительные результаты. Вопреки желанию Дэвида, операция снималась на киноплёнку. Костный мозг Кэтрин был пересажен Дэвиду через внутривенные катетеры, пропущенные сквозь стенку пузыря.
Операция, проведённая 23 октября 1983 года, прошла успешно, и некоторое время врачи всерьёз надеялись, что благодаря ей Дэвид сможет, наконец, оставить свой пузырь. Тем не менее, в декабре того же года Дэвид впервые в жизни почувствовал себя плохо — у него повысилась температура, начались диарея и сильная рвота, вызванные кишечным кровотечением. Симптомы были настолько серьёзны, что Дэвида пришлось извлечь из его стерильного жилища. Вне пузыря состояние Дэвида начало резко ухудшаться; в первую неделю февраля 1984 года наступила кома. Мать Дэвида в первый и последний раз смогла прикоснуться к коже сына незадолго до его смерти. 15 дней спустя, 22 февраля 1984 года, 12-летний Дэвид Веттер умер от лимфомы Беркитта.
Патологоанатомическое вскрытие показало, что костный мозг Кэтрин содержал герпетический вирус Эпштейна — Барр, оставшийся невыявленным во время предоперационного обследования. Попав в организм Дэвида, вирус привёл к появлению в его теле нескольких сотен злокачественных опухолей.
Неоднократно видевший рекламу «Кока-колы» и слышавший о ней от сверстников, Дэвид всю жизнь мечтал попробовать напиток, но процесс стерилизации, необходимой для передачи «Кока-колы» внутрь пузыря, разрушал её вкус. Впервые в жизни покинув пузырь, Дэвид сразу попросил «Кока-колы», но получил отказ. По словам матери Дэвида:

Дэвид так часто слышал о «коке» по телевизору и от других детей, что всегда мечтал её попробовать. Это была одна из первых вещей, о которых он попросил незадолго до смерти — сразу после того, как его освободили из пузыря. Но врачи сочли, что в его состоянии «Кока-Кола» противопоказана.

## Память
После смерти Дэвида его родители развелись. C 1984 по 2005 год Дэвид Джозеф Веттер занимал пост мэра города Шенандоа; ныне работает финансовым консультантом. Кэрол Энн вышла замуж за репортёра журнала People Кента Демэрета (англ. Kent Demaret), ранее опубликовавшего несколько статей о её сыне.
По словам личного психолога Дэвида Мэри Мёрфи (которую он называл своим лучшим другом), Дэвид попросил её написать когда-нибудь «правдивый отчёт» (англ. a true accounting) о его жизни. Она намеревалась сделать это в 1995 году, опубликовав свою книгу «Стоила ли игра свеч? Подлинная история Дэвида, Мальчика в пузыре» (англ. Was It Worth It? The True Story of David the Bubble Boy), однако выходу книги воспрепятствовали адвокаты родителей Дэвида.
Школа в городе Те-Вудлендс (некорпоративный округ Монтгомери, штат Техас), открывшаяся в 1990 году, названа «Начальной школой имени Дэвида» (англ. David Elementary) в честь Дэвида Веттера.
Надпись на надгробии Дэвида Веттера гласит: «Он так и не дотронулся до мира, но мир был тронут им» (англ. He never touched the world, but the world was touched by him).

## В популярной культуре
История «Мальчика в пузыре» (наряду с биографией Теда Девиты, страдавшего апластической анемией) — предмет многочисленных аллюзий в современной англоязычной популярной культуре.
- В 1976 году по мотивам биографий Веттера и Девиты был снят американский телевизионный художественный фильм «Мальчик в пластиковом пузыре» (традиционный перевод названия — «Под колпаком») с Джоном Траволтой в главной роли[24][25]. Сам Дэвид снялся в нескольких сериях американского детского научно-популярного телесериала «3-2-1, контакт[англ.]» (1980—1988).
- «The Boy in the Bubble» («Мальчик в пузыре») — первая песня в альбоме Пола Саймона Graceland (1986)[24][25]. В тексте песни, посвящённой опасным для человека последствиям современных технологий, содержатся строки: «Medicine is magical and magical is art / The boy in the bubble / And the baby with the baboon heart» — «Медицина волшебна, и волшебно искусство / Мальчик в пузыре / И младенец с сердцем бабуина» («младенец с сердцем бабуина» — Бэби Фэй, объект другого широко освещённого в прессе медицинского эксперимента, также закончившегося трагически).
- 7-й эпизод 4-го сезона американского ситкома «Сайнфелд» «Мальчик в пузыре[англ.]» (1992) частично построен на сюжете, обыгрывающем историю Дэвида Веттера[26].
- Видеоклип на композицию «The Air That I Breathe[англ.]» («Воздух, которым дышу»), записанную британской соул-рок-группой Simply Red в альбоме Blue[англ.] (1998), — дань биографии Веттера.
- В 10-м эпизоде 10-го сезона «Симпсонов» «Viva Ned Flanders» («Да здравствует Нед Фландерс») (1999) Карл Карлсон заявляет, что жизнь Неда беднее приключениями, чем жизнь «мальчика в пузыре», — потому что у того, по крайней мере, «всегда была под рукой колода карт». В другом эпизоде Барту Симпсону пришлось какое-то время провести в аналогичном пузыре после того, как его укусил китайский комар.
- Обстоятельства жизни и болезни Дэвида легли в основу американской кинокомедии «Парень из пузыря» (2001) с Джейком Джилленхолом в главной роли[26].
- Второстепенная сюжетная линия 18-го эпизода 4-го сезона американского анимационного ситкома «Гриффины» «The Father, the Son, and the Holy Fonz» (2005) посвящена «жизни Стьюи в пузыре».
- VBS.BubbleBoy — компьютерный червь, поражающий операционные системы Windows 98 и Windows 2000[27].